# Kseniya Tuhai
Kseniya Tuhai née le 1er juillet 1995 à Minsk, est une coureuse cycliste biélorusse. Elle fait partie de l'équipe Bepink.

## Biographie
Au Tour d'Italie, elle se classe septième de la cinquième étape qui escalade le col du Mortirolo,. Le lendemain, elle fait partie du groupe de tête au pied de la dernière difficulté. Elle prend la neuvième place mais perd quatre minutes par rapport à Evelyn Stevens,,. Elle termine deuxième du classement de la meilleure jeune derrière Katarzyna Niewiadoma.
Au Tour de l'Ardèche, elle se classe quatrième au sommet du mont Ventoux. Elle occupe la même place le lendemain dans une autre étape difficile. Elle finit l'épreuve à la quatrième place du classement général et remporte le classement de la meilleure jeune.

## Palmarès sur route

### Palmarès par années
- 2013
  - 3e du championnat de Biélorussie sur route
  - 3e du championnat d'Europe sur route juniors
- 2014
  - 3e du championnat de Biélorussie sur route
- 2016
  -  Médaillée d'argent du championnat d'Europe du contre-la-montre espoirs
  - 3e du championnat de Biélorussie sur route
  - 8e du championnat d'Europe sur route espoirs
  - 10e du Tour d'Italie

### Classements mondiaux
| Année          | 2014 | 2015 | 2016 |
| Classement UCI | 318e | 556e | 103e |